# Герб Богданівки (Яготинський район)
Герб Богда́нівки — геральдичний символ наслених пунктів Богданівської сільської ради Яготинського району Київської області (Україна): Богданівки і Коптевичівки. Герб затверджений сесією сільської ради (автор — О. Желіба).

## Опис
У срібному полі синій перев'яз управо, обтяжений золотим полковницьким пірначем, супроводжуваний двома пурпуровими мальвами. Щит накладено на бароковий картуш, що увінчаний золотою хлібною короною.
Допускається використання герба без картуша та корони.
Допускається використання герба з додаванням двох золотих колосків обабіч щита та двох кетягів калини знизу, що перевиті синьою стрічкою з написом золотими літерами «БОГДАНІВКА».

## Трактування
- синій перев'яз із полковницьким пірначем — символ того, що у XVIII ст. село довгий час було ранговим переяславських полковників;
- пурпурові мальви — символ вічно молодої, квітучої, творчої душі мешканців села, згадка про Катерину Білокур, відому українську художницю;
- картуш — декоративна прикраса, що виконана в стилі козацького бароко; згадка про те, що село було засноване саме в козацькі часи;
- золота хлібно-бурякова корона, колоски — символ місцевого самоврядування й достатку мешканців села;
- кетяги калини — символ краси, кохання, дівоцтва, рідного краю.